# 애비 제이컵슨
애비 제이컵슨(Abbi Jacobson, 1984년 2월 1일 ~ )은 미국의 코미디언, 배우, 작가, 일러스트레이터이다. 코미디 센트럴의 시트콤 《브로드 시티》를 일라나 글레이저와 공동 제작·주연을 맡고 있다.

## 출연 작품
- 레고 닌자고 무비 - 니야 역
- 퍼슨 투 퍼슨
- 더 걸 인 더 쇼
- H 다이어리
- 미첼 가족과 기계 전쟁 - 케이티 미첼 역